# Aue I und II
Aue I und II ist der Name zweier Orte einer gleichnamigen untergegangenen  Landgemeinde in Ostpreußen. Die Ortsstelle liegt im Bereich des heutigen Munizipalkreises Rajon Prawdinsk (Stadtkreis Friedland) in der Oblast Kaliningrad (Gebiet Königsberg (Preußen)) der Russischen Föderation.

## Geographische Lage
Die Ortsstellen von Aue I und II liegen in der südlichen Mitte der Oblast Kaliningrad, nur wenige Kilometer voneinander getrennt. Bis zur ehemaligen Kreisstadt Wehlau (russisch Snamensk) sind es 20 Kilometer in nördlicher Richtung, während die heutige Rajonshauptstadt Prawdinsk (deutsch Friedland) 16 Kilometer westlich liegt.

## Geschichte
Bei Aue I und II handelt es sich um zunächst eigenständige Ort, die sich im 19. Jahrhundert – ein genaues Datum fehlt – zur „Landgemeinde Aue I und II“ zusammengetan haben.

### Ortschaft Aue I
Geographische Lage von Aue I
Aue I war ein großer Hof, der ursprünglich Die Auen und vor 1785 Progensche Auen geheißen hat.

### Ortschaft Aue II
Geographische Lage von Aue II
Auch Aue II bestand ursprünglich aus einem großen Hof. Er wurde vor 1785 Borowkis genannt.

### Landgemeinde Aue I und II
Als „Landgemeinde Aue I und II“ werden die beiden Ortschaften zusammen in den neu errichteten Amtsbezirk Groß Allendorf (russisch Kostromino) im ostpreußischen Kreis Wehlau aufgenommen. Im Jahre 1910 zählte die Landgemeinde insgesamt 43 Einwohner.
Am 30. September 1928 gab die Landgemeinde Aue I und II ihre Eigenständigkeit auf. Sie schloss sich mit mehreren Nachbar-Gemeinden und -Gutsbezirken zur neuen Landgemeinde Groß Allendorf (Kostromino) zusammen, die bis 1945 zum gleichnamigen Amtsbezirk im Kreis Wehlau gehörte.
Im Jahre 1945 wurde das gesamte nördliche Ostpreußen in Kriegsfolge an die Sowjetunion abgetreten. Danach verliert sich die Spur der beiden Aue-Ortschaften, eine russische Namensgebung jedenfalls ist nicht bezeugt. Aue I und II gelten heute als untergegangene Orte. Die Ortsstellen liegen nunmehr im Gebiet des Munizipalkreises Rajon Prawdinsk (Stadtkreis Friedland) in der russischen Oblast Kaliningrad (Gebiet Königsberg (Preußen)).

## Religion
Christentum
Bis 1945 waren Aue I und II in die evangelische Kirche Allenburg (russisch Druschba) in der Kirchenprovinz Ostpreußen der Kirche der Altpreußischen Union, außerdem in die römisch-katholische Kirche Friedland (bis 1931: Tapiau (Gwardeisk)) im damaligen Bistum Ermland eingepfarrt.

## Verkehr
Die heute nicht mehr wahrnehmbaren Ortsstellen Aue I und II sind von der Kommunalstraße 27A-065 über Landwege von Kortmedien (russisch ebenfalls Kostromino) aus zu erreichen.